# Mokoszyn
Mokoszyn – dawna wieś, od 1992 część Sandomierza, położona w północno-wschodniej części miasta. Morfologicznie jest ulicówką, rozpościerającą się wzdłuż ulicy Lubelskiej.

## Historia
Mokoszyn w latach 1867–1954 należał do gminy Dwikozy w powiecie sandomierskim w guberni kieleckiej. W II RP przynależał do woj. kieleckiego, gdzie 2 listopada 1933 utworzył gromadę o nazwie Mokoszyn w gminie Dwikozy, składającą się ze wsi Mokoszyn, kolonii Mokoszyn, osiedla Mokoszyn-Cegielnia, folwarku Konków i kolonii Kamień Plebański.
Podczas II wojny światowej włączony do Generalnego Gubernatorstwa (dystrykt radomski, powiat opatowski), nadal jako gromada w gminie Dwikozy, licząca 477 mieszkańców.
Po wojnie w województwie kieleckim, jako jedna z 19 gromad gminy Dwikozy w powiecie sandomierskim.
W związku z reformą znoszącą gminy jesienią 1954 roku, Mokoszyn wszedł w skład gromady Gierlachów.
1 stycznia 1973, po kolejnej reformie administracyjnej, wszedł ponownie w skład gminy Dwikozy, od 1 czerwca 1975 w województwie tarnobrzeskim.
1 stycznia 1992 Mokoszyn (291,36 ha) wyłączono z gminy Dwikozy i włączono do Sandomierza.